# Bauministerium (Japan)
Das Bauministerium (japanisch 建設省 Kensetsu-shō) war von 1948 bis 2001 ein Ministerium der japanischen Zentralregierung. Es übernahm indirekt Abteilungen des kurz zuvor aufgelösten Innenministeriums des Kaiserreichs, die dazwischen Anfang 1948 kurzzeitig im Kensetsu-in (建設院) zusammengefasst waren. Bei der Reform der Zentralregierung 2001 (siehe Kabinett Mori II (Umbildung)) wurde das Bauministerium zusammen mit dem Verkehrsministerium, der Landbehörde und weiteren Behörden zum Ministerium für Land und Verkehr zusammengelegt.